# Uroxys minutus
Uroxys minutus là một loài bọ cánh cứng trong họ Bọ hung (Scarabaeidae).